# Triverius
Triverius is een Belgisch witbier van hoge gisting.
Het bier wordt gebrouwen in Brouwerij De Graal te Brakel.
Het is een blond helder witbier met een alcoholpercentage van 6,8%. Het bier werd vernoemd naar de Nederbrakelse arts en hoogleraar aan de Leuvense universiteit Triverius (1504 – 1554), waar ook de Brakelse Orde van Triverius, de heemkundige kring en het Triveriusmuseum naar werden vernoemd.